# 紫荆山南路街道
紫荆山南路街道，是中华人民共和国河南省郑州市管城回族区下辖的一个乡镇级行政单位。

## 行政区划
紫荆山南路街道下辖以下地区：
陇海南里社区、新南社区、城东南路社区、中储社区、金城街社区、沙隆达社区、十里铺社区、南五里堡社区、航海社区、花都社区、紫南社区和紫光社区。